# SC Cambuur in het seizoen 1969/70
Het seizoen 1969/1970 was het zesde jaar in het bestaan van de Leeuwardense betaaldvoetbalclub SC Cambuur. De club kwam uit in de Eerste divisie en eindigde daarin op de negende plaats. Tevens deed de club mee aan het toernooi om de KNVB beker, hierin werd in de eerste ronde verloren van Fortuna Vl (1–3).

## Wedstrijdstatistieken

### Eerste divisie
|       | Blauw-Wit | FC Den Bosch '67 | D.F.C. | Elinkwijk | Excelsior | Fortuna | Fortuna SC | De Graafschap | Helmond Sport | Heracles | HVC   | RCH   | Veendam | Vitesse | Volendam | De Volewijckers | Willem II |
| ----- | --------- | ---------------- | ------ | --------- | --------- | ------- | ---------- | ------------- | ------------- | -------- | ----- | ----- | ------- | ------- | -------- | --------------- | --------- |
| Thuis | 0 – 1     | 1 – 1            | 4 – 2  | 2 – 1     | 4 – 0     | 3 – 2   | 0 – 0      | 0 – 2         | 0 – 0         | 1 – 1    | 1 – 1 | 4 – 0 | 0 – 1   | 3 – 1   | 2 – 0    | 0 – 2           | 3 – 1     |
| Uit   | 0 – 1     | 2 – 0            | 1 – 1  | 2 – 0     | 1 – 1     | 0 – 0   | 1 – 1      | 3 – 1         | 1 – 1         | 3 – 2    | 1 – 1 | 2 – 1 | 0 – 0   | 2 – 2   | 4 – 1    | 0 – 0           | 4 – 0     |

### KNVB beker
| 1e ronde                                       | Fortuna                                              | 3 – 1 (1 – 0) | SC Cambuur          |
| 19 oktober 1969 Plaats: Vlaardingen Floreslaan | Jan Hordijk 12' Koos de Gooijer 46' Piet Teuling 70' |               | 88' Gerrie de Jonge |

## Statistieken SC Cambuur 1969/1970

### Eindstand SC Cambuur in de Nederlandse Eerste divisie 1969 / 1970
| Stand | Gespeeld | Gewonnen | Gelijk | Verloren | Punten | Doelpunten voor | Doelpunten tegen |
| ----- | -------- | -------- | ------ | -------- | ------ | --------------- | ---------------- |
| 9e    | 34       | 9        | 14     | 11       | 32     | 41              | 43               |

### Topscorers
| #                 | Naam                | Goal |
| ----------------- | ------------------- | ---- |
| 1.                | Boudy van der Heide | 9    |
| 2.                | Koko Hoekstra       | 8    |
| 3.                | Johan Zuidema       | 7    |
| 4.                | Henk de Groot       | 4    |
| 4.                | Gerrie de Jonge     | 4    |
| 6.                | Pier Alma           | 2    |
| 6.                | Wim van der Heide   | 2    |
| 6.                | Rienk Onsman        | 2    |
| 9.                | Johan Derksen       | 1    |
| 9.                | Henny Hendriksen    | 1    |
| Onbekend doelpunt |                     |      |
| –                 | Onbekend            | 1    |
| Totaal            | Totaal              | 41   |

| #      | Naam            | Goal |
| ------ | --------------- | ---- |
| 1.     | Gerrie de Jonge | 1    |
| Totaal | Totaal          | 1    |

## Voetnoten
Blauw-Wit ·
FC Den Bosch '67 ·
Cambuur ·
D.F.C. ·
Elinkwijk ·
Excelsior ·
Fortuna SC ·
Fortuna ·
De Graafschap ·
Helmond Sport ·
Heracles ·
HVC ·
RCH ·
Veendam ·
Vitesse ·
Volendam ·
De Volewijckers ·
Willem II